# 348-й мотострілецький полк (РФ)
348-й мотострілецький полк (348 МСП) — тактичне формування Сухопутних військ Російської Федерації. Створений восени 2022 року під час мобілізації у Росії.

## Історія
Створений восени 2022 року в ході мобілізації в Росії з мешканців переважно Костромської області. Формування створювалося на території Військової академії РХБЗ. Костромська область взяла шефство над полком, купуючи необхідні речі та продовольство для особового складу полку, надаючи безкоштовні земельні ділянки та транспорт для поїздок додому.
1 лютого 2024 року 348-й мотострілковий полк діяв у районі міста Кремінна Луганської області.